# Petit basset griffon vendéen
Pour les articles homonymes, voir Basset griffon vendéen, Basset et Griffon vendéen.
Le petit basset griffon vendéen est une race de chiens originaire de Vendée en France. C'est un basset griffon au poil dur et rêche qui existe en de nombreuses couleurs. Il s'agit d'un chien de chasse qui est de plus en plus utilisé en Europe comme chien de compagnie.

## Historique
Les griffons vendéens descendent de la variété blanche de l’ancienne meute de Saint-Hubert. Il est issu du grand griffon vendéen. En 1947, Abel Desamy commence la sélection de petits bassets et établit un premier standard.

## Standard

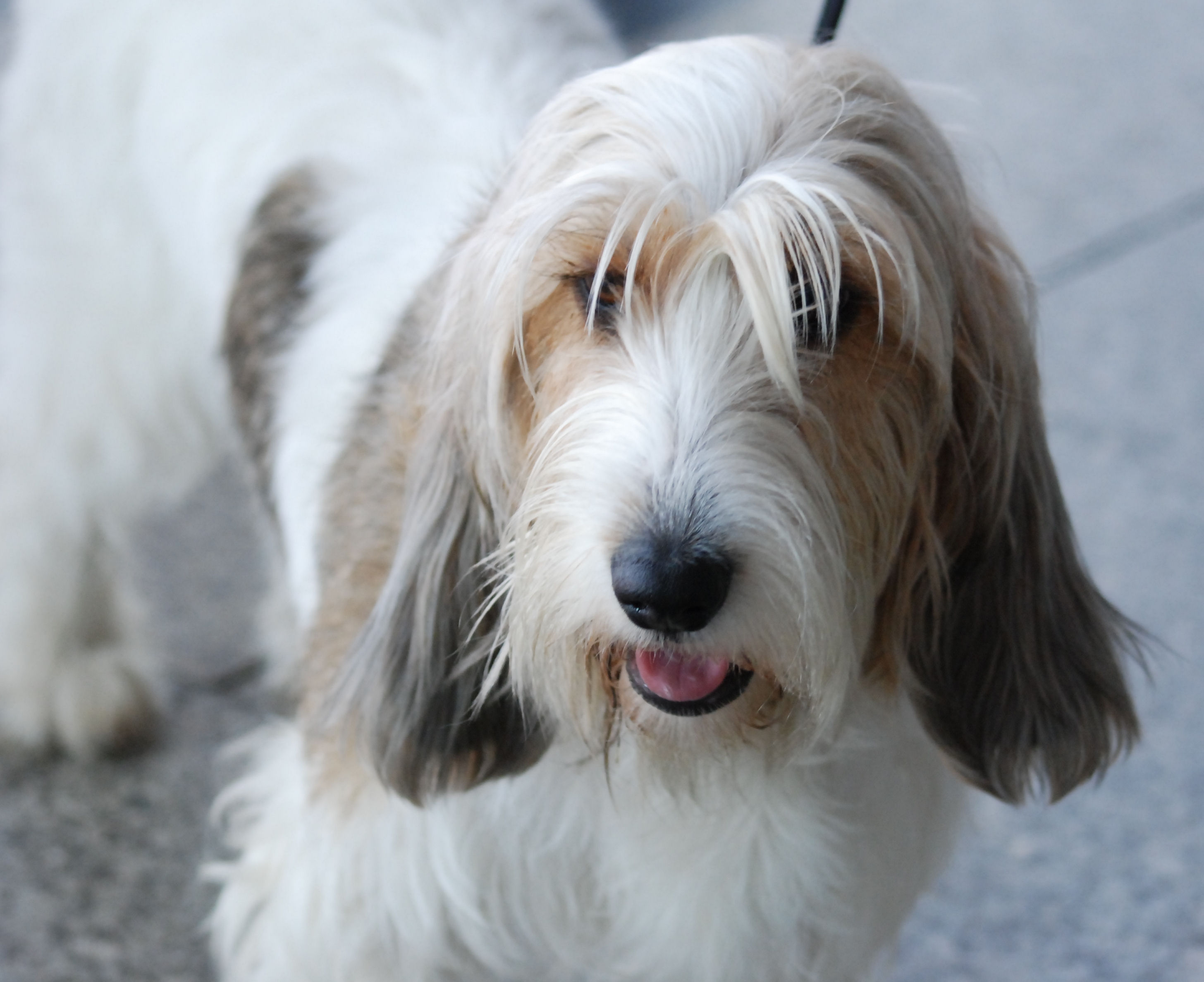
Sur le visage, des poils surmontent les yeux sans les recouvrir.

Le petit basset griffon vendéen est un basset très légèrement longiligne, aux membres droits. Assez grosse à la naissance, la queue de courte longueur s’amincit régulièrement jusqu'à son extrémité. Attachée haut, elle est portée en lame de sabre. La tête est bien arrondie sans être trop large, expressive, avec un crâne légèrement bombé et un stop bien marqué. Les grands yeux de couleur foncée sont surmontés d’une frange revenant vers l’avant. Attachées en dessous de la ligne de l’œil, Les oreilles souples, étroites et fines sont recouvertes de poils longs. Terminées légèrement en forme d'ovale, elles sont tournées en dedans et n’atteignent pas tout à fait l’extrémité du museau.
Le poil rude et de texture rêche n'est ni soyeux, ni laineux. Douze couleurs de la robe sont autorisées par le standard : blanc et noir, noir et feu, noir et sable, blanc et orange, tricolore, fauve charbonné, sable charbonné, blanc et sable charbonné.

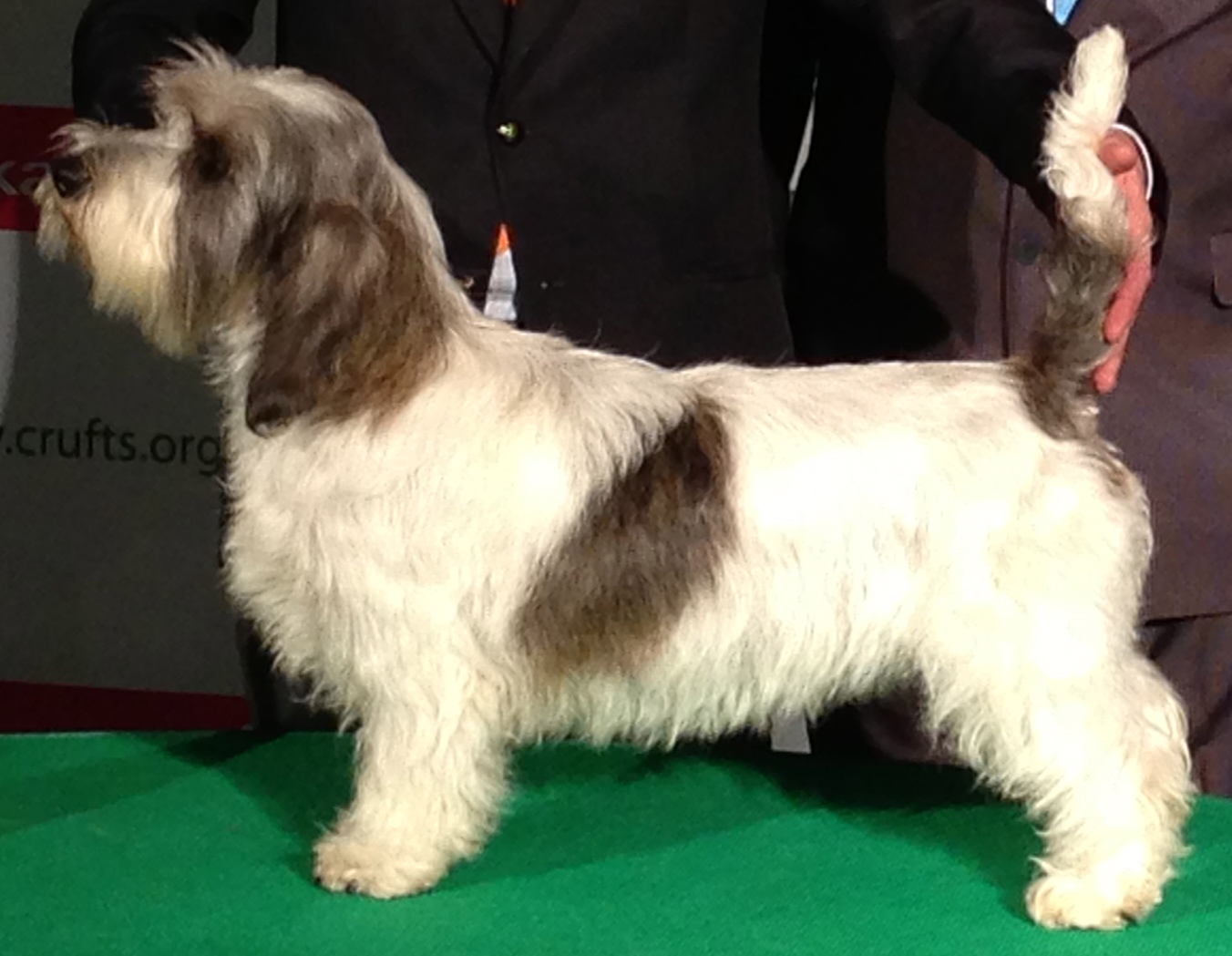
Petit basset griffon vendéen blanc et noir.
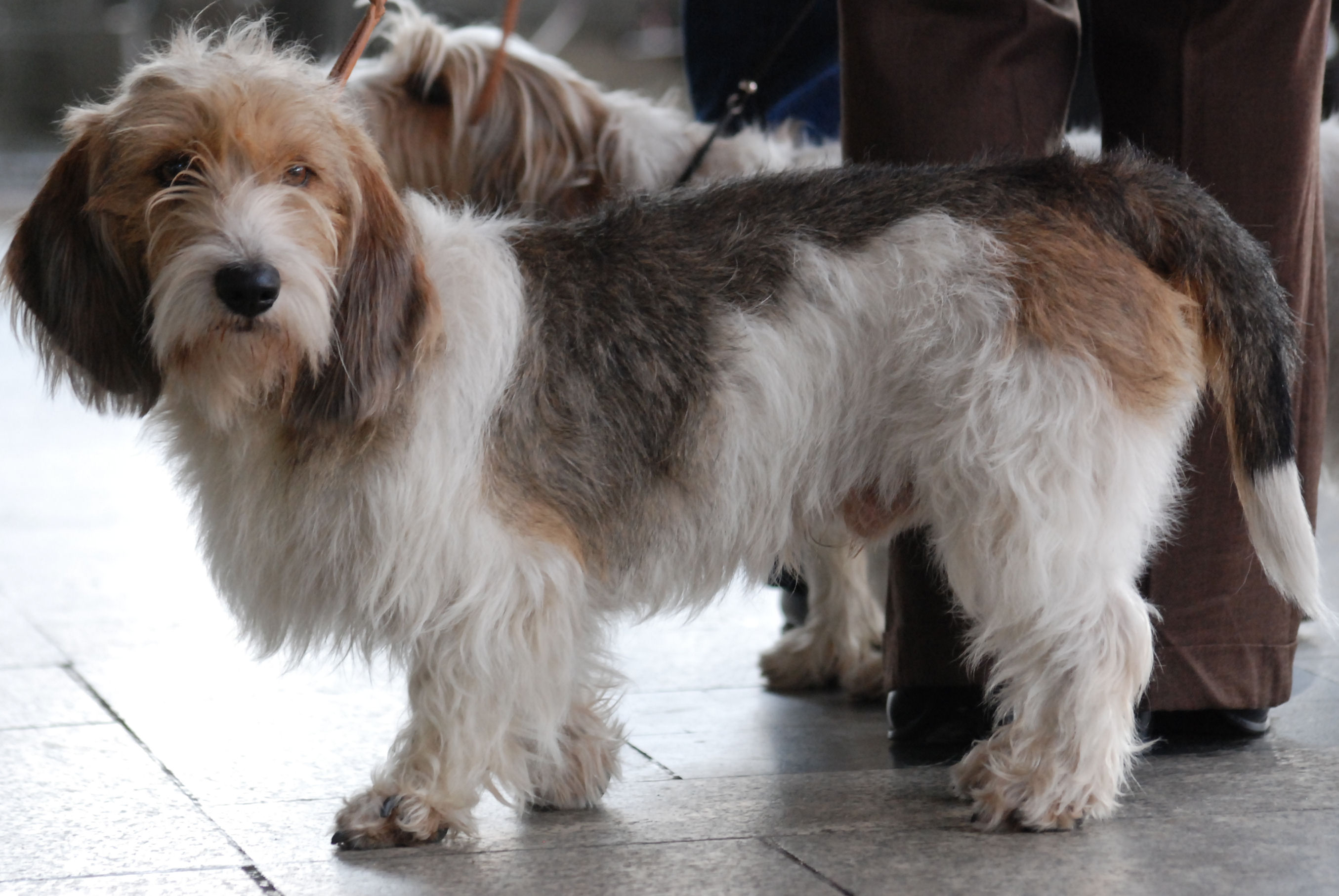
Petit basset griffon vendéen tricolore.

## Caractère
Le standard FCI décrit le petit basset griffon vendéen comme un chien docile, volontaire, courageux et passionné de chasse. C'est un chien tenace et sûr de lui qu'il faut entraîner dès son plus jeune âge au rappel. L'éducation doit être ferme et nécessite beaucoup de patience, mais est considérée comme facile à dresser en comparaison des autres chiens courants. 
Le petit basset griffon vendéen aime les grands espaces et devra bénéficier de fréquentes sorties pour s'accommoder de la vie en ville.

## Utilité

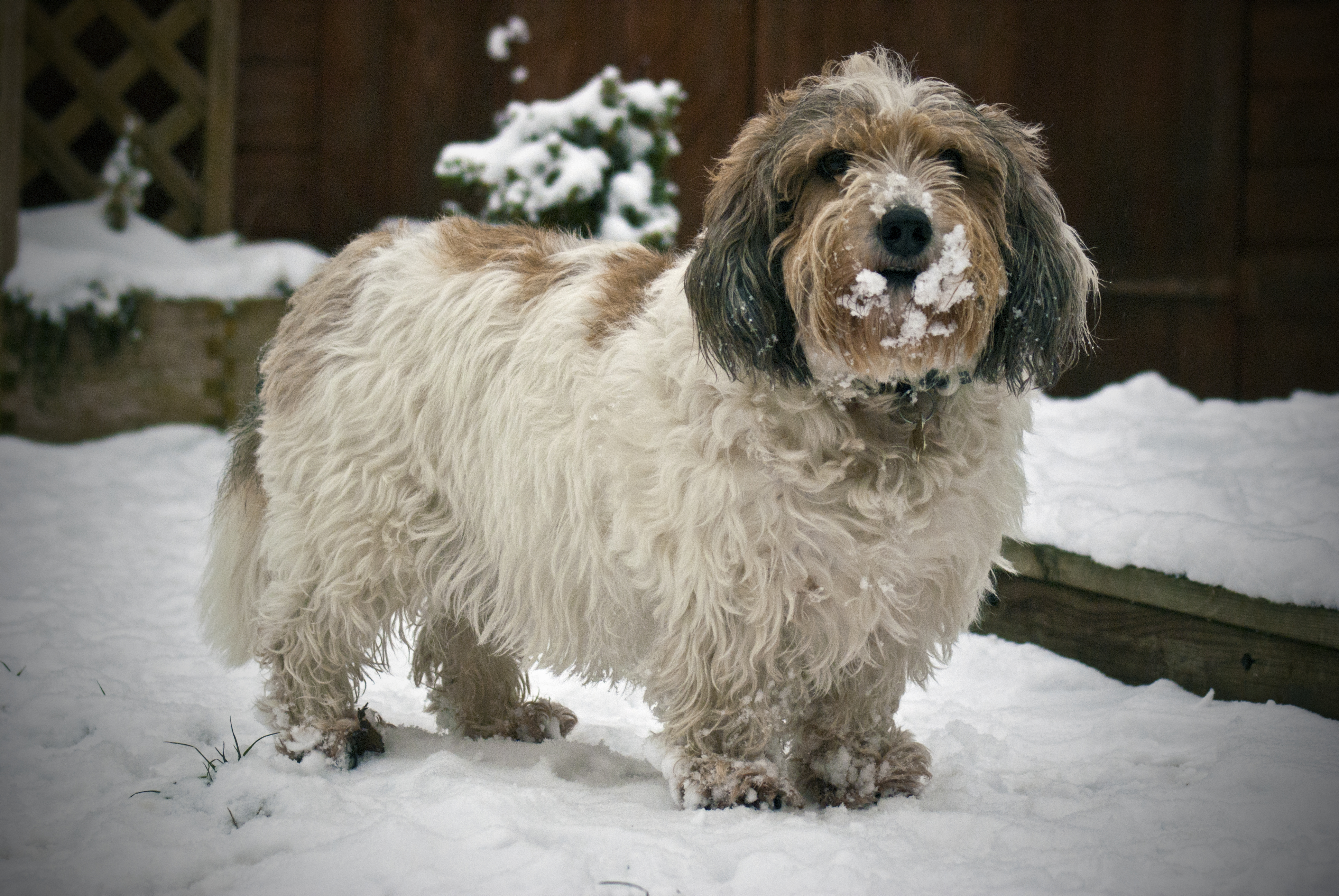
Le poil dur et long du petit basset vendéen lui permet de résister aux conditions climatiques difficiles.

Le petit basset griffon vendéen est un chien courant pour la chasse à tir dans des territoires de moyenne surface. Il est considéré comme le plus vif de tous les bassets. Il est conseillé pour la chasse au lapin et pour la chasse au faisan.
S'il est encore beaucoup utilisé à la chasse en France, dans les autres pays d'Europe, le petit basset griffon vendéen est avant tout un chien de compagnie

## Entretien
Son poil a besoin d'un entretien fréquent à la brosse et au peigne.